# Orchidopessi
L'orchidopessi (o orchidopessia) è ad oggi il principale trattamento del criptorchidismo. Esso ha come obiettivo di riportare il testicolo o testicoli nello scroto, dal momento che la ritenzione testicolare potrebbe condurre alla degenerazione neoplastica della gonade ed all'arresto della spermatogenesi. Per tale motivo è utile eseguire precocemente questo tipo di intervento, generalmente entro il secondo anno di vita. È bene sottolineare che tale procedura dovrebbe essere eseguita dopo il dodicesimo mese di vita, periodo durante il quale il testicolo potrebbe ancora concludere la sua discesa fisiologica nello scroto.

## Tecnica chirurgica
Esistono diversi interventi chirurgici per la correzione del criptorchidismo, che differiscono fra loro generalmente solo per la tecnica di fissaggio del testicolo nello scroto. Il testicolo ritenuto può essere localizzato a monte dell'anello inguinale esterno e lungo la via di migrazione dello stesso (fino al rene). Si procede generalmente con una incisione inguinale tramite la quale si localizza il testicolo e al posizionamento di quest'ultimo nella sacca scrotale tramite una seconda incisione.
Alcune volte la lunghezza del dotto deferente dei vasi è sufficiente e consente di riportare il testicolo nell'emiscroto senza eccessiva tensione. Se, invece, i vasi spermatici non hanno una lunghezza tale da consentire un tale intervento, è possibile optare per un intervento in due tempi, lasciando il testicolo in una posizione intermedia ed operando nuovamente il paziente in un secondo momento; in alternativa, infine, si può procedere alla sezione dei vasi spermatici interni e nel posizionamento del testicolo nell'emiscroto, affidando il suo apporto arterioso alle altre arterie minori.
Infine, nel caso di testicolo localizzato in sede intraddominale, molto utile può essere il ricorso alla laparoscopia.